# Бабаші
47°40′42″ пн. ш. 35°59′39″ сх. д. / 47.67833° пн. ш. 35.99417° сх. д.
Бабаші́ — колишнє село в Україні, підпорядковувалося Долинській сільській раді Гуляйпільського району Запорізької області.
Виключене з облікових даних рішенням Запорізької обласної ради від 24 грудня 2012 року.

## Населення
Згідно з переписом УРСР 1989 року чисельність наявного населення села становила 10 осіб, з яких 2 чоловіки та 8 жінок.
За переписом населення України 2001 року в селі мешкали 3 особи. 100 % населення вказало своєю рідною мовою українську мову.